# Umberto Mastroianni
Umberto Mastroianni (Fontana Liri, 21 settembre 1910 – Marino, 25 febbraio 1998) è stato uno scultore, pittore e partigiano italiano.

## Biografia
Figlio di Vincenzo e della seconda moglie, Luigia Maria Vincenza Conte, Umberto era zio dell'attore Marcello, figlio di Ottone, nato dal primo matrimonio di Vincenzo con Concetta Conte, sorella della seconda moglie.
Umberto giunge quattordicenne a Roma nel 1924, dove frequenta, contemporaneamente allo studio dello zio Domenico, i corsi di disegno dell'Accademia di San Marcello. Si trasferisce due anni dopo a Torino, dove affina il "mestiere di scultore" nell'atelier dello scultore Michele Guerrisi. Lo studio della scultura antica è documentato da una prima fase di raffinati bassorilievi: la piccola scultura Danae (1926), Deposizione di Cristo (1926/27), Madonna della Pace, Madonna Gotica (1938). Il giovane Umberto modella ritratti di gusto arcaizzante, in terracotta, poi riportati in fusioni in bronzo: mito e soggetto religioso sono la cifra stilistica di Umberto Mastroianni nel periodo pre-bellico, accanto ad esercizi di stile con testine di fanciullo e il soggetto prediletto costituito da maschere di giovani donne, dai tratti lievi e suadenti.
Nel 1930 arriva il primo riconoscimento ufficiale, il Premio del Turismo, offerto dal Ministero della Pubblica Istruzione e, di lì a poco, le prime mostre a livello nazionale ed europeo. Prima personale nel 1931 alla "Galleria Genova" di Genova. Dal 1933 espone regolarmente alle mostre sindacali nazionali, è invitato a tutte le Quadriennali di Roma, alle Promotrici di Torino e alle Biennali di Venezia. Nel 1935 partecipa per la prima volta alla Quadriennale di Roma, l'anno seguente alla Biennale di Venezia. Chiamato in guerra, parteciperà poi alla Resistenza nelle formazioni del canavese con un tale impegno che rifletterà poi nelle sue opere successive, caricandovi le istanze partorite da quella concreta lotta in nome della libertà, per arrivare alla formulazione della "poetica della Resistenza", a lui riconosciuta dal critico Giulio Carlo Argan.
Già ai primi anni '40 risalgono anche i lavori pittorici su materiali poveri: è il primo scultore astrattista italiano, caposcuola della rivoluzione del novecento ed artista di assoluto rilievo internazionale. Si tratta di forme dinamiche astratto-geometriche che acquisiscono uno spessore in terrecotte, gessi, cartoni e sacchi grezzi (jute), colorati e raschiati. Dopo la guerra e la resistenza, la poetica di Mastroianni riprende decisamente gli echi del dinamismo plastico di ascendenza boccioniana, rivisitando ed ampliandone i contenuti ed i riferimenti culturali. Alcune delle sue opere del primo dopoguerra in juta logora (opere di dimensioni assai contenute, quasi fossero reperti di antiche civiltà, poi ritrovati) sono conservate alla Galleria d'arte moderna di Roma, alla Tate Gallery di Londra, al Salomon Guggenheim Museum di New York. Infatti la sua ricerca, partendo da riferimenti diretti alla stagione futurista, alla stagione cubista di Brancusi, alla plastica di John Arp e Henry Moore, si impernia sullo studio e sulla resa dei valori dinamici, compresi e conferiti nelle strutture intese come coagulo di linee di forza, nucleo generativo di un'esplosione di gesti bloccati dal peso della materia, intrappolati nella materia. L'evoluzione successiva è l'approdo alla stagione informale, (1950-1961) fase del tutto autonoma, altro atto della sua straordinaria personalità creativa.

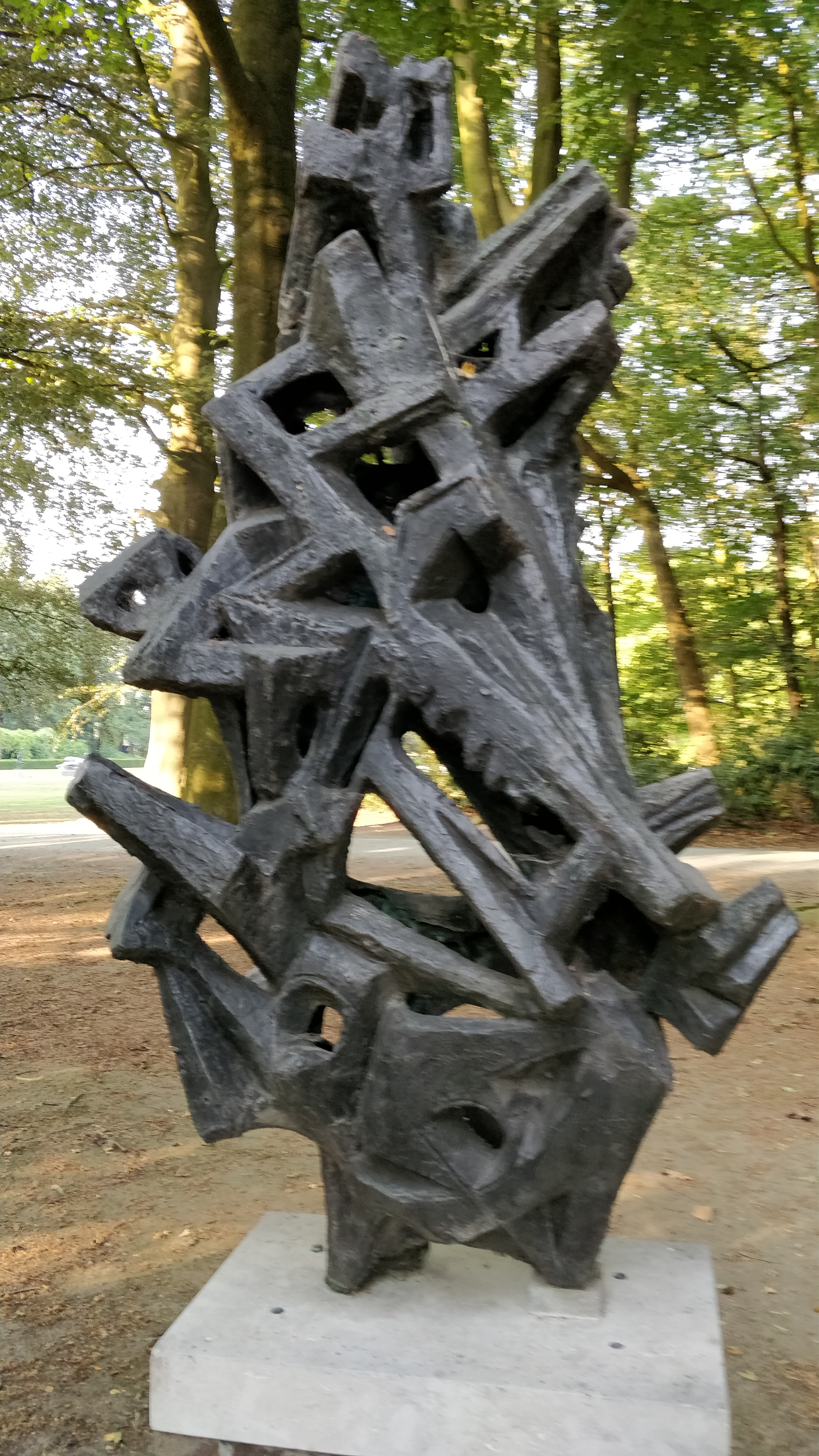
De Boodschap, 1957 Museo Middelheim

Il suo tratto è lacerante, intenso, profondo, materico, energico, vibrante. La sua ispirazione, contrariamente al primo futurismo ispirato da Marinetti è "politicamente" orientata alla ricerca dell'uomo, nella sua accezione consapevole di reduce dalla tragedia e dalla miseria materiale e morale della guerra. Opera rappresentativa di questa stagione il Monumento ai Caduti di Cuneo (1964-1969), opera scultorea premiata dall'Accademia dei Lincei con il Premio Feltrinelli del 1973 come la più bella del Novecento, con la seguente testuale motivazione "Per l'elevata qualità inventiva e plastica della sua opera e per la rilevante incidenza che ha avuto nella storia della scultura italiana contemporanea".
Successivamente alla poetica del ripudio della guerra (tre opere dedicate ad Hiroshima, di cui una esposta a Spoleto nella mostra collettiva), la poetica di Umberto vede successivamente l'interpretazione del tema uomo, che afferma un proprio valore attraverso la dinamica della forma che esce dal bronzo, in compenetrazione con la macchina. Macchina che aiuta l'uomo nell'automazione (cfr. Leonardo Sinisgalli fondatore della rivista Civiltà delle Macchine), macchina che diventa addirittura zoomorfa, nel periodo del Macchinismo fantastico, ben descritta dal critico Floriano De Santi.
A Torino riesce a trovare i primi amici e i compagni di avventura a cui resterà legato per tutta la vita: il pittore Luigi Spazzapan, lo scrittore e pittore Guido Seborga, il musicista Massimo Mila, che condividono con lui una certa insofferenza verso l'élite chiusa della città, ma anche la convinzione che nella Torino industriale e casoratiana si combatteva in quel momento la battaglia per il rinnovamento dell'arte e della cultura italiana. Per promuovere una linea alternativa tanto al classicismo di Casorati quanto alla posizione culturale del gruppo dei Sei di Torino dà vita nel 1947 insieme a Luigi Spazzapan, Mattia Moreni, Ettore Sottsass jr, Piero Bargis, Maurizio Corgnati, Oscar Navarro, Vincenzo Ciaffi, Massimo Mila, Maria Luisa Spaziani, Guido Seborga al Premio Torino, i cui vincitori furono i pittori Emilio Vedova, Bruno Cassinari, e lo scultore Pericle Fazzini, suscitò scalpore in città per quell'unica edizione, ma lasciò un segno di svolta culturale indelebile, senza ritorno.
Dopo la liberazione è tra i promotori di un superamento soprannazionale della cultura italiana secondo le indicazioni delle "avanguardie storiche". Nella prima metà degli anni cinquanta fa costruire, su progetto dell'amico Enzo Venturelli, la propria casa-atélier di Cavoretto (Torino).
Nel 1945 vince, con la collaborazione dell'architetto Carlo Mollino, il concorso per il Monumento al Partigiano: l'opera, di considerevole dimensione, verrà successivamente collocata nel Campo della Gloria del cimitero Generale di Torino.
Espone alla Galleria Bussola di Torino nel 1948, presentato dal critico Dino Formaggio. Nel 1951, con il sostegno dell'amico mentore Gino Severini, a vera autorità nel mondo culturale parigino, tiene la sua prima mostra personale alla Galerie de France di Parigi. La critica straniera si rende subito conto della qualità della sua produzione e del suo significato. Il riconoscimento più alto lo consegue alla XXIX Biennale di Venezia del 1958, quando ottiene il Gran Premio Nazionale per la scultura. Nel 1960 tiene un'altra mostra personale a New York alla Kleeman Gallery e nello stesso anno l'artista espone al Dallas Museum of Art.
Inizia a collaborare con architetti, tra i quali Carlo Mollino, Ettore Sottsass. Ne 1951 allestisce una personale alla Galérie de France di Parigi e la sua fama diviene internazionale. Alla Biennale di Venezia del 1958 riceve il Gran premio internazionale della scultura; vi espone per la prima volta cartoni colorati e rilievi plastici in gesso: un gruppo di sette opere dette in catalogo Bozzetti, poi sostituiti in mostra da quattro jute. Realizza forme prediligendo cartoni piegati a creare rilievi, sui quali interviene col colore e con strumenti raschiando bucando tagliando e aprendo le superfici tumultuosamente. Vive in autonomia un fervore creativo ed una totale dedizione alla sua opera che in parte lo isola dalle interrelazioni con i suoi contemporanei, tra i quali i grandi contemporanei Agenore Fabbri, Luciano Minguzzi, Leoncillo Leonardi, i più giovani fratelli Giò Pomodoro e Arnaldo Pomodoro. Ma a quel tempo Mastroianni dialoga con l'astrazione internazionale ed è proiettato alla continua creazione di opere uniche e sculture monumentali. Nel 1961 espone in collettiva alla Bussola di Torino e presenta rilievi plastici alla galleria Pogliani di Roma.

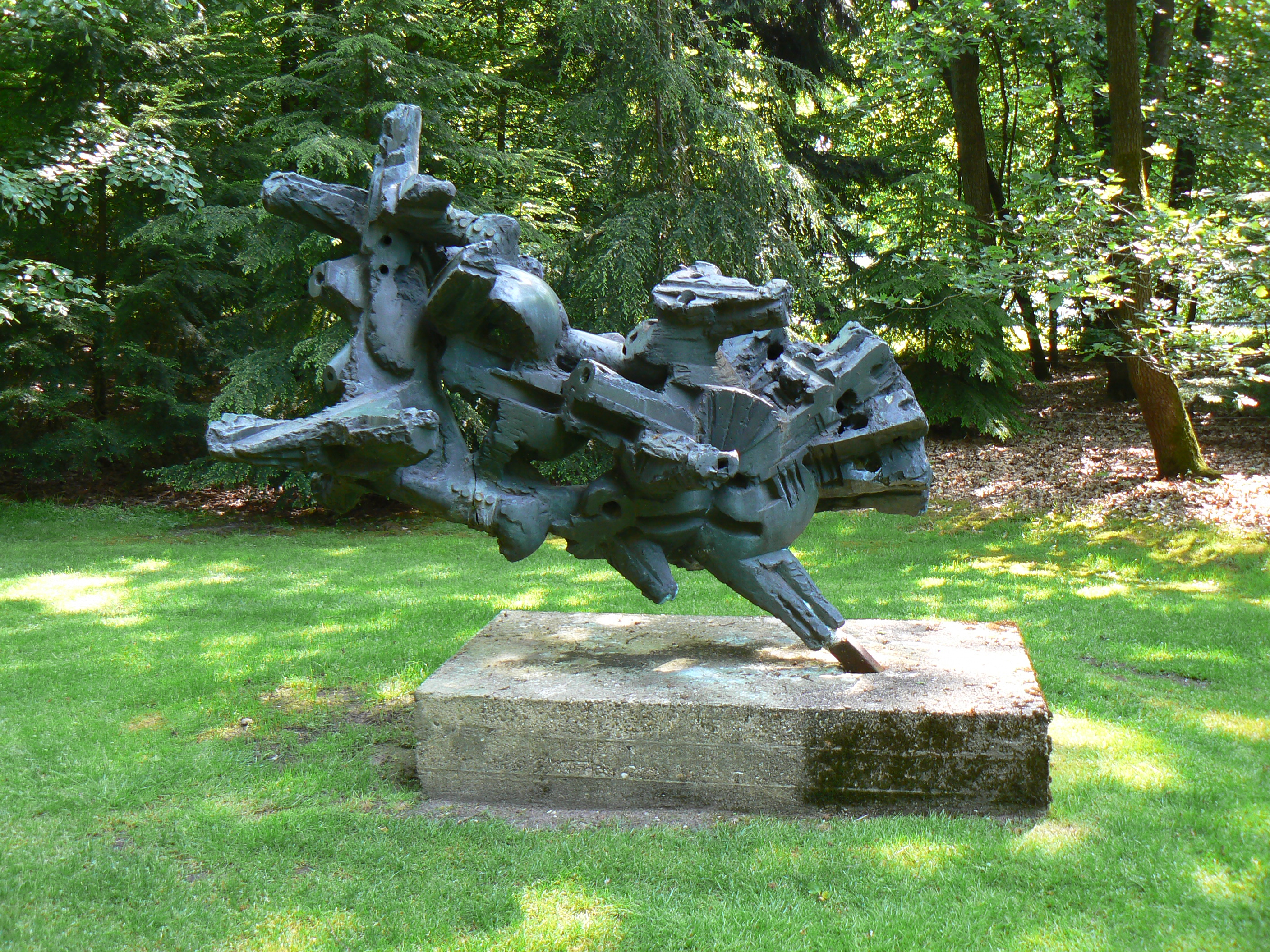
Picadores, 1965 Museo Kröller-Müller

Dal 1962 ai dedica anche all'incisione: tiene la prima mostra di acqueforti a Roma nella litografia Romero: vi inciderà le lastre per illustrare i volumi dedicati, tra l'altro, a Poeti sovietici nel 1964 e al Satyricon nel 1969, oltre a varie cartelle litografiche. Nel 1963 espone incisioni, bronzetti e oreficerie alla galleria Cavourrina di Torino dove presenta in seguito una serie di cartoni colorati, arazzi e sculture successivamente inviate alla Galleria Bonino di New York nel 1964. Del 1965 l'antologica all'Istituto bancario San Paolo di Torino e l'ampia mostra di grafica alla Galleria Penelope di Roma. Lungo il decennio abbandona le materie povere abitualmente trattate, per il piombo, l'ottone, l'acciaio finito a ori, smalto e pietre dure, l'argentone smaltato e i materiali plastici, ottenendo forti effetti chiaroscurali, luminosità bronzee e anfratti tenebrosi di drammatica tensione. Tra i cicli: Ritmi, Fughe, Disgregazioni cosmiche.
Nel 1964 il Comune di Cuneo gli affida l'esecuzione del Monumento alla Resistenza italiana, cui lavora per cinque anni, dal 1964 al 1969, opera di enormi dimensioni, dal peso enorme ma dalla straordinaria levità. Nel 1969 realizza a Cuorgnè (TO) il monumento alla Resistenza canavesana, collocato davanti al municipio della cittadina piemontese. Nel 1971 la città di Frosinone gli commissiona il Monumento ai Caduti di tutte le guerre, eseguito in acciaio e collocato nel 1977.
Nel frattempo ottiene anche l'incarico dalla città di Cassino di elaborare un Mausoleo della pace (collocato nel 1987). In ordine di tempo viene il Monumento alla Resistenza della città di Urbino del 1980, che dialoga con l'eccezionale complesso urbanistico del capoluogo dall'alto del parco della Resistenza.
Titolare della cattedra di scultura all'Accademia di belle arti di Bologna, ne tiene anche la direzione dal 1961 al 1969; da Torino si trasferisce nel 1970 a Marino, insegnando prima all'Accademia di belle arti di Napoli, quindi in quella di Roma. Nel 1973 l'Accademia dei Lincei gli conferisce il Premio Feltrinelli.
Agli anni '70 risale una fase detta astrale in cui i rilievi, creano distanze e profondità virtuali oltre le superfici, figurando un progressivo passaggio dal caos al cosmo. Prosegue la collaborazione con gli architetti: con Mollino progetta e realizza il Monumento ai Caduti per la libertà al cimitero di Torino; con Sacripanti il Mausoleo per la pace di Cassino nel 1977. Vengono dedicate allo scultore rassegne antologiche alla Galleria d'Arte Moderna di Torino e alla Galleria nazionale d'arte moderna di Roma nel 1974. In quella di Palazzo Ducale a Urbino nel 1977 viene evidenziata per la prima volta organicamente la produzione di rilievi cromatici, disegni, bozzetti in legno e incisioni. Nel 1979-80 segue la mostra dei rilievi cromatici a Palazzo dei Diamanti di Ferrara. Del 1980 è il Monumento di Urbino. Del 1981 è l'ampia antologica fiorentina nella Fortezza del Belvedere. Accanto a piombi incisi e colorati, Mastroianni propone nuovi cartoni colorati e raschiati dai titoli Compenetrazioni, Folgore, Organizzazione segnica. Nello stesso periodo realizza il monumento “Ai caduti di tutte le guerre”, commissionato dal Comune di Frosinone nel 1971 e collocato in Viale Mazzini nel 1977 nel luogo in cui furono fucilati tre giovani toscani martiri della resistenza al termine del secondo conflitto mondiale. L'opera si presenta come una rappresentazione astratta di una macchina bellica. Realizzata in acciaio, nel tempo ha subito un serio deterioramento provocato dalle intemperie ed è stata restaurata nel 2020 dall'amministrazione comunale.
La ricerca dell'ultimo decennio prosegue in tale direzione privilegiando opere in acciaio e in bronzo. Nel 1984 espone a Brescia i bozzetti in legno dei monumenti alla Resistenza, disegni e rilievi policromi. Nel 1986 lo scultore dona allo Stato italiano 26 opere del periodo informale. Espone ad Aosta le serie complete dei grandi cartoni e degli arazzi. Una rassegna della sua attività scenografica è proposta al Cairo nel 1988. Nel 1988 realizza Macchina Sacrale, l'ultima scultura monumentale della sua produzione, su un bozzetto di 20 anni precedente. Nuova antologica nel 1989 alla Rotonda della Besana. Gli viene conferito a Tokyo il Premio Imperiale. Nel 1990, nel castello Ladislao di Arpino, sorge la fondazione Mastroianni. Una rassegna permanente degli ultimi vent'anni d'attività è allestita allo Hakone Oper Air Museum in Giappone (40 opere). Nel 1991 lo scultore cura l'arredo della sala conferenze del nuovo edificio della corte d'appello a Roma (opere in piombo). Nel 1992 realizza la monumentale cancellata in bronzo del Teatro Regio di Torino, una sorta di summa composita e di testamento spirituale delle opere dei precedenti trent'anni del maestro.
Nel 1974 il Musée d'Art Moderne de la Ville de Paris ripropone tutta l'attività scultorea di Mastroianni, aprendo un ciclo dedicato alla scultura italiana del dopoguerra. Nel 1977 Mastroianni espone alcune sue opere monumentali a Charleston, nell'ambito dell'edizione statunitense del "Festival dei due mondi".
Nel 1979 quasi a dimostrazione della sua vocazione sperimentale esegue per il Teatro dell'Opera di Roma la scenografia del coro dei morti su testo di Giacomo Leopardi e musica di Goffredo Petrassi. A cui farà seguito l'anno seguente il lavoro sull'Uccello di fuoco di Igor' Fëdorovič Stravinskij.
Nel 1985 gli viene conferito a Tokyo The 4th Henry Moore Grand Prize Exhibition the Utsukushigahara Open Air-Museum. Lo stesso Museo d'Arte Moderna, poco distante dalla capitale nipponica, gli dedica una sala permanente con una dozzina di opere, tra le quali ha assoluto spicco il bronzo Hiroshima del 1960.
Circa dieci anni dopo aver ricevuto la cittadinanza onoraria di Arpino, Mastroianni ottiene nel luglio 1991 anche quella di Chiaravalle.

Nel marzo-aprile 1992 si inaugura ad Alessandria, nella sala d'arte di Palazzo Guasco, un'antologia di ori e d'argenti.

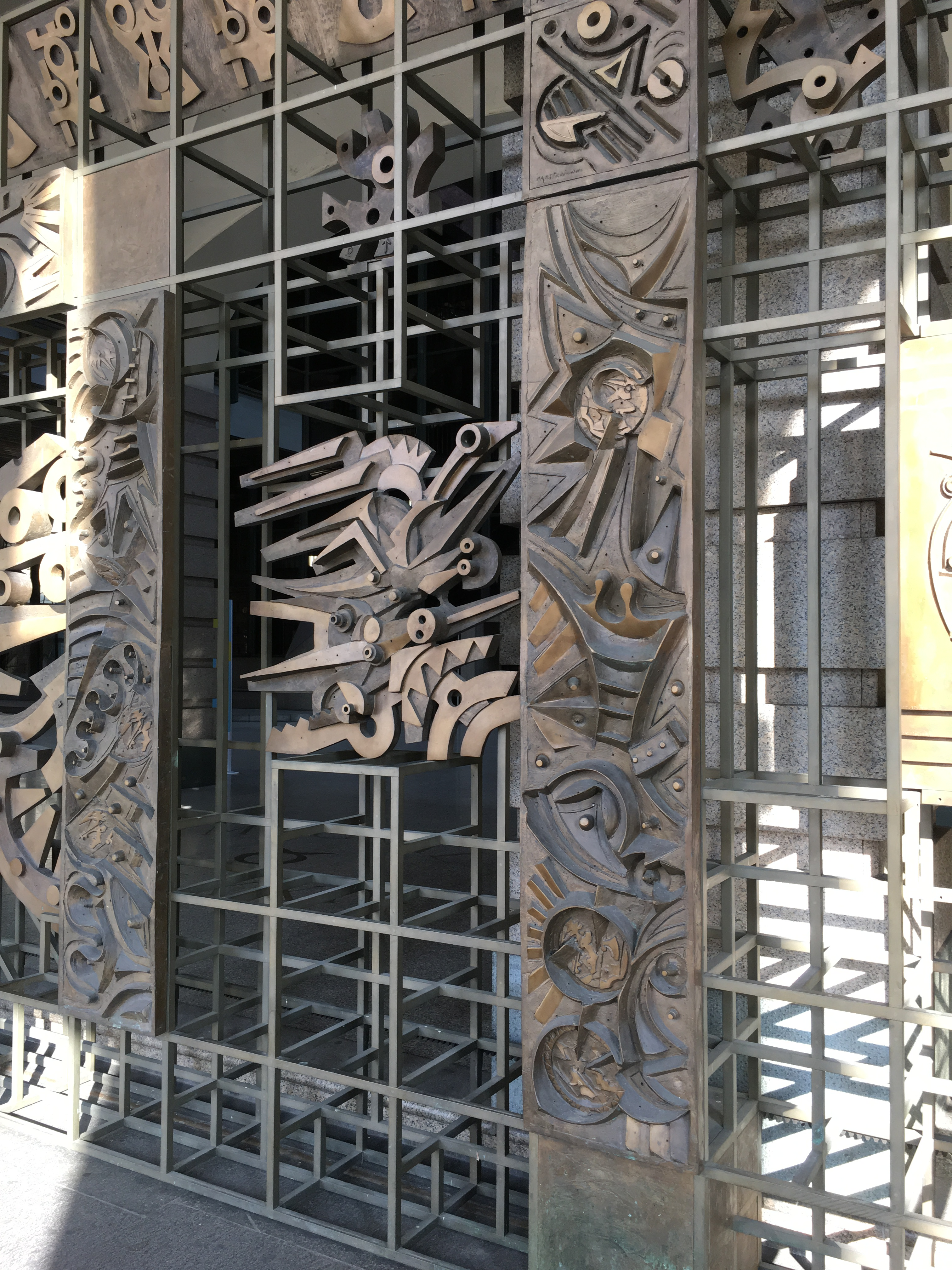
Odissea Musicale, 1994 Teatro Regio Torino

Nel dicembre del 1993 gli viene conferito il Premio Michelangelo. Nello stesso anni dona a Fontana Liri, sua città natale, una scultura monumentale in ricordo delle sue radici e in onore di tutti i cittadini del luogo, in particolare suo padre.
Nel 1994 viene inaugurata la cancellata "Odissea Musicale" all'ingresso principale del Teatro Regio di Torino, composta da due elementi bronzei posti su rotaie, suddivisi internamente in quadrati e formelle di molteplici dimensioni, con tema la musica.
Nel 1995 viene progettato ed inaugurato nella città di Cumiana il bassorilievo in bronzo a ricordo dei caduti nella Resistenza. Nello stesso anno a Pieve di Cento, in onore a Guglielmo Marconi, viene inaugurata la scultura monumentale Elettra e, presso il Palazzo dell'Arte in occasione della Triennale di Milano, Umberto Mastroianni espone nei giardini, tre sculture monumentali: Guerriero del 1970-1988, Fantascienza del 1971 e Macchina sacrale del 1988.
Nella notte del 25 febbraio 1998, all'età di ottantotto anni, Mastroianni muore nella sua casa-museo di Marino, presso i Giardini Colonna. Viene sepolto nel cimitero di Carmagnola (Torino).
Le opere di Umberto Mastroianni si trovano in oltre 280 musei tra i più prestigiosi del mondo.

## Fondazione Umberto Mastroianni
Nel 1993 sorge ad Arpino, in provincia di Frosinone, il Centro Internazionale Umberto Mastroianni, che il 15 gennaio 1999 si costituisce in Fondazione Umberto Mastroianni. La direzione artistica dal 2005 fino al 2010 è affidata a Maurizio Calvesi, noto studioso che ha curato, a dieci anni dalla morte dell'artista, un'importante mostra a Carmagnola (TO) dove riposano le spoglie di Umberto Mastroianni. Dopo il commissariamento dell'ente a causa di gravi irregolarità, la Fondazione e il relativo Museo sono stati presieduti dall'Architetto Antonio Abbate che ha reso possibile l'apertura del Castello Ladislao e la sistemazione delle collezioni artistiche.
Da giugno 2013 (fino a giugno 2015) la direzione artistica è stata affidata a Lisa Della Volpe, storica dell'arte nata a Frosinone, allieva di Maurizio Calvesi, che ha avviato il riordino generale delle collezioni e un progetto organico di valorizzazione sia del patrimonio custodito sia del luogo.

### Museo della Fondazione Umberto Mastroianni
Il museo della Fondazione, fino a inizio 2013 ospitato nel Palazzo Boncompagni di Arpino, è attualmente a Castello di Ladislao in piazza dei Caduti dell'Aria ad Arpino, sede indicata dallo stesso Mastroianni quale luogo per ospitare la sua donazione. In esso sono custodite un centinaio di lavori di Umberto Mastroianni in particolare sculture monumentali. 
Inoltre il museo custodisce opere di altri artisti: Alberto Sughi, Vittorio Miele, Federico Gismondi, Eugenio Carmi, Ferdinando Rea, Adolfo Loreti, Gian Carlo Riccardi, Maurizio Romani, Italo Scelza e, tra gli stranieri Vadim Grinberg. 
Inoltre sono state acquisite nel 2014 opere di Domenico e Alberto Mastroianni e in comodato d'uso i disegni di Giuliano Vangi per il monumento a San Tommaso di Aquino a Roccasecca.
Il museo espone inoltre la più importante collezione pubblica di sculture e fotosculture di Domenico Mastroianni, e l'imponente collezione di opere grafiche del cugino Alberto Mastroianni.

### Museo Donazione Umberto Mastroianni
All'interno del complesso dei musei di San Salvatore in Lauro è situato il Museo Donazione Umberto Mastroianni; voluto dallo stesso maestro frusinate, il museo raccoglie tutto il percorso stilistico dello scultore della poetica della Resistenza, dal periodo figurativo fino agli ultimi anni, e soprattutto dà testimonianza completa della varietà di materiali utilizzati nella sua produzione e ne certifica l'eclettismo che gli permetteva di passare dalle celebri sculture in bronzo agli arazzi. Alla sua arte è oggi dedicato il primo tomo del Catalogo ragionato dell'opera di Umberto Mastroianni, edito dalle Edizioni Il Cigno GG di Roma e curato dal centro studi che porta il suo nome.

## Umberto Mastroianni nei musei
- Museo all'aperto Bilotti, Cosenza
- Museo civico e della mail art, Montecarotto
- Museo della Fondazione Umberto Mastroianni, Arpino
- Deposito Museale delle opere di Enrico Colombotto Rosso, Pontestura
- Museo Tattile Statale Omero, Ancona
- The Metropolitan Museum of Art[7]
- Museo Fortunato Calleri, Catania
- MAGI '900, Pieve di Cento
- Museo Palazzo Ricci, Macerata